# Eisingen (Bajorország)
Eisingen település Németországban, azon belül Bajorországban. Lakosainak száma 3455 fő (2023. december 31.). Eisingen Waldbüttelbrunn, Waldbrunn, Kist és Höchberg községekkel határos.

## Népesség
A település népessége az elmúlt években az alábbi módon változott:
| Lakosok száma | 543  | 967  | 2235 | 2492 | 3427 | 3390 | 3365 | 3330 | 3354 | 3455 |
|               | 1875 | 1950 | 1975 | 1987 | 2012 | 2014 | 2016 | 2017 | 2021 | 2023 |